# Phyllodromica dobsiki
Phyllodromica dobsiki är en kackerlacksart som beskrevs av Chládek 1996. Phyllodromica dobsiki ingår i släktet Phyllodromica och familjen småkackerlackor.
Artens utbredningsområde är Slovakien. Inga underarter finns listade i Catalogue of Life.